# Цыбин, Владимир Дмитриевич
Владимир Дмитриевич Цыбин (1932—2001) — советский и российский прозаик, поэт, критик, переводчик.

## Биография
Родился в крестьянской семье в станице Самсоновской Киргизской АССР. Работал поливальщиком, забойщиком в геологических партиях.
Начал печататься с 1952 года.
В 1958 году окончил Литературный институт им. А. М. Горького.
Член Союза писателей с 1961 г.
Член редколлегии журналов «Молодая гвардия» (1961—1966) и «Знамя» (1973—1979).
Член правления СП РСФСР с 1965 г., СП СССР с 1981 г.
Будучи заведующим отдела поэзии журнала «Молодая гвардии», несмотря на запрет, опубликовал стихотворение Юнны Мориц «Кулачный бой», за что был уволен.
Автор сборников стихов: «Родительница степь» (1959), «Медовуха» (1960), «Пульс» (1963), «Ау!» (1967), «Глагол» (1970), «Избы» (1971), «Бессонница сердца» (1976), «Колокола души» (1985), «Личное время» (1988), и прозы: «Всплески» (1967), «Капели» (1972), «Всплески капели» (1973). Переводил на русский язык стихи, написанные на языках народов СССР.

## Творческая манера и темы
Ранние стихи связаны с воспоминаниями военных лет, с трудовой биографией поэта. Начиная с книги «Бессонница века» (1963), ведущей становится нравственная проблематика. Тема России, Родины — одна из главных в стихах Цыбина. Проза, преимущественно лирическая, навеяна памятью детства, отличается красочностью словаря.
Ранняя лирика Цыбина, посвящённая жизни казаков, соединяет в себе образные, красочные описания природы с изображением событий, нередко из времён гражданской войны. Его описания природы часто символизируют отношение человека к жизни или к другим людям. В стихах Цыбина тесная связь с родной землёй сохранилась и тогда, когда он постепенно обратился к философской лирике, к душевным разногласиям с самим собой, к оценке собственной жизни.

## Награды
- орден Трудового Красного Знамени (16.11.1984)
- орден Дружбы народов (10.03.1982)

## Сочинения
- Родительница степь, 1959
- Медовуха, 1960
- Пульс, 1963
- Бессонница века, 1963
- Ау! 1967
- Всплески, 1967
- Глагол, 1970
- Избы, 1971
- Капели. 1972
- Всплески. Капели, 1973
- Созвучья, 1974
- Закрома лета, 1975
- Бессонница сердца, 1976
- Избранное. Стихотворения. Поэмы, 1979
- Думы дальние, 1981
- Травы детства, 1982
- Ясь, 1982
- Земли моей призыв, 1983
- Зной, 1984
- Колокола души, 1985
- Одна жизнь, 1988
- Личное время, 1988
- Удивления, 1991